# Kennet Linea
La Kennet Linea è una struttura geologica della superficie di Europa.